# E+Z Entwicklung und Zusammenarbeit
E+Z Entwicklung und Zusammenarbeit (englisch D+C Development and Cooperation) ist eine deutsche Zeitschrift, die zweisprachig als internationales Diskussionsforum der deutschen Entwicklungspolitik dient. Sie wird vom Bundesministerium für wirtschaftliche Zusammenarbeit und Entwicklung (BMZ) finanziert und vom bundeseigenen Unternehmen Engagement Global herausgegeben. Neben der deutschsprachigen Ausgabe wird die inhaltsgleiche englischsprachige Ausgabe D+C Development and Cooperation herausgegeben. Seit 2015 erscheint sie alle zwei Monate.

## Geschichte
Die vom BMZ finanzierte Zeitschrift erschien erstmals 1964 auf Deutsch, spätestens seit 1974 auch in englischer Sprache. Seit Januar 2012 wird die Zweimonatszeitschrift vom bundeseigenen öffentlichen Unternehmen Engagement Global herausgegeben. Ehemalige Herausgeber sind die Deutsche Gesellschaft für Internationale Zusammenarbeit sowie deren Vorgängerorganisationen Internationale Weiterbildung und Entwicklung und Deutsche Stiftung für internationale Entwicklung (DSE). Bis 2015 erschien sie jährlich elfmal, seither erscheint sie zweimonatlich.

## Ausrichtung
Die Zeitschrift ist nicht als Regierungssprachrohr konzipiert, sondern soll ein kontroverses Diskussionsforum für Politik, Praxis, Wissenschaft und Zivilgesellschaft über die deutsche Entwicklungspolitik auf internationaler Ebene darstellen.
Neben der gedruckten Zeitschrift gibt Engagement Global unter demselben Titel auch eine täglich aktualisierte entwicklungspolitische Website sowie ein monatliches E-Paper heraus.